# Canon PowerShot Pro1
A PowerShot Pro1 a Canon által gyártott digitális fényképezőgép, amely 2004 februárjában jelent meg, és 2006 első negyedévéig gyártották. A Sony által kifejlesztett 2/3 hüvelykes (17 mm) 8,3 megapixeles CCD képérzékelőt építették bele, amely kb. 8 megapixeles használható képfelbontást ad. Ez volt a Canon akkoriban legdrágább rögzített objektíves fényképezőgépe, és így a PowerShot sorozat csúcspontja. Ez volt az első rögzített objektív a Canon L (luxury) sorozatú objektívei közül, amit általában csak a drágább EF-sorozatú tükörreflexes objektívek esetén alkalmaznak.
Változtatható szögű, két hüvelykes, polikristályos szilícium, vékonyréteg-tranzisztorral, színes folyadékkristályos kijelzővel, körülbelül 235 000 pixellel és színes, elektronikus keresővel (EVF) azonos felbontással rendelkezik. Az objektív 35-ös mm ekvivalens zoom tartománya 28 és 200 mm között állítható. A redőny maximális sebessége 1/4000 másodperc. A kamera mérete 117,5 mm széles, 72 mm magas és 90,3 mm mély. Tömege üresen 545 g.
CompactFlash memóriakártyára rögzíti a felvételeket, a Type I, Type II és MicroDrive változatok bármelyikére. A FAT32 fájlrendszer használata révén a 2 GB-osnál nagyobb kapacitásúakat is lekezeli.

## Fordítás
Ez a szócikk részben vagy egészben  a   Canon PowerShot Pro1 című angol Wikipédia-szócikk ezen változatának fordításán alapul.  Az eredeti cikk szerkesztőit annak laptörténete sorolja fel. Ez a jelzés csupán a megfogalmazás eredetét és a szerzői jogokat jelzi, nem szolgál a cikkben szereplő információk forrásmegjelöléseként.